# Jason Jones (giocatore di football americano)
Jason Duane Jones (Detroit, 23 maggio 1986) è un giocatore di football americano statunitense che gioca nel ruolo di defensive tackle per i Miami Dolphins della National Football League.
Fu scelto dai Tennessee Titans nel corso del secondo giro del Draft NFL 2008. Al college ha giocato a football a Eastern Michigan

## Carriera professionistica

### Tennessee Titans
Jason Jones fu scelto nel secondo giro (54º assoluto) nel Draft NFL 2008. Giocò la sua prima partita da titolare contro gli Pittsburgh Steelers nella settimana 16 della stagione 2008 dopo gli infortuni ad Albert Haynesworth e Kyle Vanden Bosch. In tredici partite durante la stagione regolare, Jones mise a segno 31 tackle e 5 sack. In particolare proprio nella gara contro i Pittsburgh Steelers i suoi 3.5 sack, 5 tackle e 3 fumble forzati lo misero in lizza per il premio di giocatore difensivo della settimana.

### Seattle Seahawks
Il 17 marzo 2012, Jones firmò un contratto annuale coi Seattle Seahawks. Nella settimana 2 contro i Dallas Cowboys mise a segno 0,5 sack su Tony Romo mentre nella settimana 4 un altro su Sam Bradford. I Seahawks rimontarono 13 punti ai New England Patriots nella settimana 6 portandosi su un record di 4-2 con Jones che mise a referto un altro sack su Tom Brady. Nel Thursday Night Football della settimana 7, i Seahawks persero contro i San Francisco 49ers nella gara che avrebbe assicurato al vincitore la leadership nella NFC West: Jones mise a segno il terzo sack stagionale su Alex Smith. La sua stagione 2012 si concluse con 12 presenze, nessuna delle quali come titolare, con 10 tackle e 3 sack.

### Detroit Lions
Il 13 marzo 2013, dopo esser diventato free agent, Jones firmò con i Detroit Lions.

### Miami Dolphins
Il 13 marzo 2016, Jones firmò un contratto di un anno con i Miami Dolphins.

## Palmarès
- PFWA All-Rookie Team - 2008

## Statistiche
| Partite totali             | 61   |
| Partite totali da titolare | 31   |
| Tackle totali              | 122  |
| Sack fatti                 | 18,5 |
| Intercetti fatti           | 0    |
| Fumble forzati             | 7    |

Statistiche aggiornate alla stagione 2012